# Iwi
Iwi (wym. [ˈiwi]) – w społeczeństwie nowozelandzkim największa grupa socjalna ludności maoryskiej. Samo słowo iwi w języku maoryskim znaczy tyle co „ludzie”, „lud”, przy czym najczęściej odnosi się do plemienia, klanu lub większej grupy plemion. Badania antropologiczne wykazują, że większość Māori w czasach przedeuropejskich uważała się za członków relatywnie niewielkich ugrupowań społecznych jak whānau (rozbudowana rodzina) albo też hapū (szczep/klan).

## Kości/korzenie
W języku Māori słowo iwi oznacza także „kości”. Maoryska pisarka Keri Hulme zatytułowała swą najbardziej znaną powieść (w roku 1985 Nagroda Bookera) „The Bone People”, nawiązując do podwójnego znaczenia „kości” i „plemion”. Māori powrót do domu po dalekiej podróży lub długim pobycie w obcym miejscu nazywali „powrotem do kości” – czyli miejsca pochówku swych przodków; w naszym rozumieniu do „korzeni”.

## Pochodzenie i struktura
Ugrupowania plemienne iwi wywodzą swe pochodzenie od pierwszych Māori, którzy zgodnie z tradycją przybyli do Nowej Zelandii z Hawaiki. W tej sytuacji niektóre iwi należałoby pogrupować w jeszcze większe organizmy społeczne tradycyjnie powiązane genealogicznie, z waka, czyli pierwszymi maoryskimi osadnikami, ale miałoby to znaczenie bardziej symboliczne niż praktyczne. W rzeczywistości każda iwi dzieli się na mniejsze jednostki zwane hapū. Na przykład iwi Ngāti Whātua składa się z czterech hapū: Te Uri-o-Hau, Te Roroa, Te Taou i Ngāti Whātua ki Ōrākei.

## Problemy z identyfikacją
Dzisiaj w Nowej Zelandii iwi mogą stanowić znaczące siły nacisku na władze polityczne w swym dążeniu do odzyskania utraconych ziem i innych dóbr (na przykład układ z roku 1997 pomiędzy rządem Nowej Zelandii a Ngāi Tahu, odnośnie do rekompensat dla tej iwi za utratę praw gwarantowanych przez Traktat Waitangi z roku 1840). Pewne działania iwi mogą mieć znaczny wpływ na nowozelandzkich polityków i społeczeństwo. Wciąż nierozstrzygnięta sprawa pozwu z roku 2004, w którym niektóre iwi zgłosiły pretensje do prawa własności wybrzeży i wód przybrzeżnych, spolaryzowała nowozelandzkie społeczeństwo.
Z drugiej strony postępująca urbanizacja Māori doprowadziła do sytuacji, w której znaczny ich odsetek nie identyfikuje się z jakąkolwiek iwi. Według spisu powszechnego z roku 2001 32,6 procent z 604 110 osób przyznających się do maoryskiego pochodzenia nie wymienia przynależności do żadnej iwi, podaje jedynie obszar geograficzny, z którego pochodzą przodkowie, jeszcze rzadziej wymienia imię waka.

## Iwi a polityka

### Samostanowienie
Iwi mogą stać się siłą napędową ruchów dążących do samostanowienia, czyli tino rangatiratanga. Także „Statut Partii Maoryskiej” (inaczej Konstytucja Māori Party) podnosi w swej preambule „marzenia i aspiracje tangata whenua by osiągnąć niezależność whānau, hapū i iwi na ich własnej ziemi; by mówić mocnym, niezależnym, jednym głosem i by żyć zgodnie z kaupapa (zwyczajami) naszych przodków. Nasza wizja Partii Maoryskiej opiera się na tych dążeniach”.

### Reakcja miejskich Māori
W ostatnich latach (dane z roku 2008), „miejscy Māori” sprzeciwili się utworzeniu plemiennego (opartemu na iwi) centrum maoryskich sił. Miejscy Māori to ludzie którzy – będąc niewątpliwie Maorysami – albo nie zamierzają identyfikować się z żadną konkretną iwi, albo też nie są w stanie tego zrobić (przypuszczalnie dlatego, że nie znają swej iwi, czyli „kości/korzeni”). Poszczególni miejscy Māori mogą woleć przynależność do grup nieplemiennych, bowiem na przykład istniejąca iwi nie ma dla nich większego znaczenia, lub też nie jest w stanie zrozumieć ich punktu widzenia.
Ci zurbanizowani Māori, w znacznie większym stopniu niż ich wiejscy pobratymcy, identyfikują się z kulturą europejską i często podkreślają, że ugrupowanie nie-iwi lepiej reprezentuje ich stanowisko. Jedno z takich ugrupowań zostało zawiązane na bazie uznania, że miejscy Māori nic nie zyskają na nawiązujących do Traktatu Waitangi ustaleniach pomiędzy rządem a wiejskim odłamem ludu Māori.

### Panmaoryzm
Jednocześnie powstały i rozrosły się organizmy „panmaoryskie”, które również podminowują znaczenie tradycyjnych iwi. Kościół Rātana, na przykład, istnieje i działa na przekór podziałom między iwi, zaś Māori King Movement dąży do przejęcia niektórych funkcji iwi jako ugrupowanie ponadplemienne.

## Nazewnictwo
Wiele nazw iwi zawiera czołowy człon Ngai lub Ngāti (od ngā āti, czyli „potomek/potomkowie”). Ngati w nowozelandzkim języku angielskim ma zastosowanie w odniesieniu do wielu różnych grup społecznych, np.: Ngāti Skippy (australijscy Māori), Ngati Pakeha (obcy/biali jako społeczność), Ngāti Poneke (Māori którzy mieszkają w lub w okolicach Wellington), Ngati Ranana (Māori żyjący w Londynie), Ngati Cloggy (Nowozelandczycy pochodzenia holenderskiego), Ngāti Tūmatauenga, „Tribe of Tūmatauenga” (Plemię Boga Wojny) – (oficjalna maoryska nazwa Armii Nowozelandzkiej).